# Marc Bloch

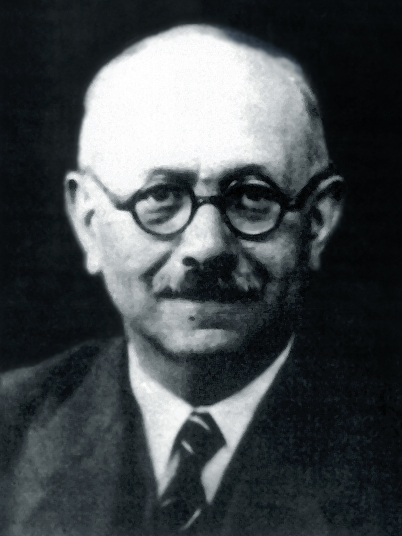
Marc Bloch

Marc Léopold Benjamin Bloch (Lyon, 6 juli 1886 - Saint-Didier-de-Formans, 16 juni 1944) was een Frans historicus. Hij bezorgde de Franse historische school een reputatie die tot ver buiten Europa reikt. Zijn invloed ligt op het terrein van de middeleeuwse cultuurgeschiedenis en mentaliteitsgeschiedenis. Samen met Lucien Febvre richtte hij in 1929 het tijdschrift Annales op dat een boegbeeld werd voor een nieuwe manier van sociale en economische geschiedschrijving en onder verschillende benamingen heeft bestaan. Hij is de auteur van L'Étrange Défaite, een naslagwerk over de Slag om Frankrijk en van La société feodale (1949), een standaardwerk over het middeleeuws feodalisme. Bloch introduceerde in de geschiedwetenschap door ideeën binnen te brengen van andere wetenschappelijke disciplines, zoals economie, sociologie en psychologie.
Als militair in de Eerste Wereldoorlog en de Tweede Wereldoorlog werd hij drie maal onderscheiden. Als lid van het verzet tijdens de Duitse bezetting werd hij op 16 juni 1944 gearresteerd, gemarteld en vervolgens geëxecuteerd door de Gestapo.

## Biografie
Marc Bloch kwam uit een joods gezin, moeder Sara Ebstein (1858-1941), vader  Gustave Bloch, hoogleraar Romeinse geschiedenis aan de Sorbonne. Bloch studeerde aan de Parijse École Normale Supérieure, vervolgens aan de Sorbonne. Daarna kon hij dankzij een onderzoeksbeurs studeren aan de universiteiten van Berlijn en Leipzig, aldaar bij de psycholoog Wilhelm Wundt. Hij werd leraar in Amiens en Montpellier. Tijdens de Eerste Wereldoorlog was hij infanterist. Voor zijn moed werd hij onderscheiden met het Franse Legioen van Eer. In 1919 trouwde hij met Simone Vidal (1894-1944), dochter van een natuurkundige wiens familie sinds de 18e eeuw geworteld was in het Comtat Venaissin en de Elzas. Uit dit huwelijk werden zes kinderen geboren, waaronder Étienne Bloch, verzetsstrijder en magistraat die meerdere werken over zijn vader schreef om zijn nagedachtenis hoog te houden.
In 1920 ging hij naar Straatsburg. Blochs thèse d'état Rois et serfs (koningen en lijfeigenen) (1920) beschrijft de agrarische geschiedenis van het Île-de-France met als nieuw onderwerp de emancipatie van de plattelandsbevolking in de middeleeuwen. In Straatsburg raakte hij bevriend met zijn collega Lucien Febvre. In zijn vergelijkende studie Les rois thaumaturges uit 1924 onderzocht Bloch het aloude bijgeloof dat de Franse en Engelse koningen door hun zalving genezende krachten ontvingen. De symboliek en representatie van de macht krijgt hier alle aandacht. Deze cultuurhistorische studie ligt in de lijn van Johan Huizinga en diens Herfsttij der Middeleeuwen.
Bij de oprichting van het tijdschrift Annales de l'histoire économique et sociale in 1929 kregen Bloch en Febvre steun van de Belgische historicus Henri Pirenne, met wie Bloch een hechte vriendschap sloot. Blochs boek over de Franse agrarische geschiedenis uit 1931 inspireerde latere onderzoekers zoals Emmanuel Le Roy Ladurie. Bloch sluit hierin ook aan op de geografische traditie van Paul Vidal de la Blache, een richting die voortleeft in de zogeheten ecologische geografie.  Hij volgde in 1936 Henri Hauser op als hoogleraar economische geschiedenis aan de Sorbonne.
Zijn studie over de feodale samenlevingen in Europa, La Société féodale, les classes et le gouvernement des hommes, werd een standaardwerk. Het ging in op de context en impact van feodaliteit op de directe verhoudingen tussen mensen en de veranderingen die door de tijd plaatsvonden en bood daardoor veel meer dan de gebruikelijke beperkte rechtshistorische benadering en een standaardbeschrijving van de maatschappij volgens het driestandenschema. Bloch sprak meerdere talen wat hem in staat stelde onderzoek te doen naar de verhoudingen in verschillende gebieden. In 1928 zette hij in het artikel Un problème d'histoire comparée: La ministérialité en France et en Allemagne al uiteen dat de verhouding tussen adel en ridderschap in Frankrijk een andere moet zijn geweest dan in het Duitse Rijk. In La société feodale betoogt hij dat er in de Karolingische tijd groepen krijgsmannen waren die te paard vochten, maar dat dit niet van begin af aan een adelstand is geweest met erfbaar bezit waar men slechts door geboorte toe kon behoren. Feodaliteit was volgens Bloch van toepassing op de periode van 850 tot 1250.
In L'étrange défaite, geschreven tijdens de oorlog en naderhand postuum uitgegeven, gaf Bloch een eigenzinnige analyse van de oorzaken van de onverwachte Franse nederlaag in 1940. Hij noemde de nederlaag vreemd, omdat de meesten vooraf dachten dat het machtigste leger van Europa de verliezer van 1918 vernietigend zou verslaan. Deze onbegrijpelijke nederlaag moest volgens de auteur diepliggende oorzaken hebben, die hij zocht in de vooroorlogse Franse samenleving. Het boek is eerder een scherpzinnige analyse van een verstarde vooroorlogse Franse Derde Republiek, die aan sclerose leed, dan een ontleding van de werkelijke oorzaak van het debacle: de grove inschattingsfouten van de toenmalige militaire leiders: de generaals Gamelin, Weygand en Huntzinger en maarschalk Pétain.
In zijn eveneens postuum verschenen Apologie gaf Bloch zijn visie op de taken en verantwoordelijkheid van de geschiedschrijving. Dit boek bood theoretische ondersteuning aan de praktijk van de historici in de Annales-school, die zich keert tegen het historisme.
Tijdens de Tweede Wereldoorlog werd Bloch als Jood uitgesloten van publieke ambten en zag hij zijn Parijse appartement en bibliotheek geconfisqueerd. Eind 1940 kwam hij in Clermont-Ferrand terecht, waar hij een lesopdracht kreeg. Het jaar daarop kon hij naar Montpellier uitwijken. Hij dook onder in 1942 en werd het volgende jaar actief in het verzet. De Gestapo arresteerde hem op 8 maart 1944. Hij werd gemarteld, geslagen en in een ijsbad gestopt en later werd beweerd dat hij nooit enige informatie aan zijn ondervragers had doorgegeven. Na ruim drie  maanden gevangenschap werd hij met 27 anderen gefusilleerd. Als veteraan uit de Eerste Wereldoorlog en de Tweede Wereldoorlog werd hij in militaire hoedanigheid onderscheiden met het Legioen van Eer, het Croix de Guerre 1914-1918 met vier vermeldingen en het Croix de Guerre 1939-1945 met een. 

## Nalatenschap
Ter nagedachtenis aan Marc Bloch heet de universiteit van Straatsburg Université Marc Bloch. Op 23 november 2024 maakte president Emmanuel Macron bekend dat Bloch bijgezet zou worden in het Panthéon, vanwege "zijn werk, onderwijs en zijn moed".

## Publicaties (selectie)
- Rois et serfs (thèse d'état, Parijs 1920)
- Les rois thaumaturges: étude sur le caractère surnaturel attribué à la puissance royale particulièrement en France et en Angleterre (Parijs 1924) - herdruk Parijs 1983 met een inleiding door Jacques Le Goff
- Les caractères originaux de l'histoire rurale française (Parijs 1931)
- (fr)  La Société féodale, les classes et le gouvernement des hommes, Éditions Albin Michel, 1939 Édition numérique UQAC, 2 dln. Parijs 1939-1940
- L'étrange défaite (geschreven in 1940, eerste editie Parijs 1946)
- Apologie pour l 'histoire ou le métier d'historien (1941; gepubliceerd Parijs 1949)
- Souvenirs de guerre 1914-1915 (Parijs 1969)
- Mélanges historiques (Parijs 1969)
- La Terre et le paysan. Agriculture et vie rurale au XVIIe et XVIIIe siècles (1999) - een bundel artikelen met een voorwoord van Emmanuel Le Roy Ladurie